# Tamazulápam del Espíritu Santo
Tamazulapam del Espíritu Santo es una población del estado mexicano de Oaxaca. Se localiza en la región de la Sierra Norte, forma parte del distrito Mixe y se ubica a aproximadamente 281 kilómetros de la capital del estado.
El nombre Tamazulapam proviene del náhuatl “tamazul” que significa “sapo” y “lapam” que significa “lugar” y que en conjunto forman “lugar del sapo”, se le llamó así porque se considera un lugar de tierra sagrada de sapos que simbolizan el escudo de la región mixe.
La segunda parte de la nomenclatura del municipio puede atribuirse a la figura religiosa del Espíritu Santo. El título del pueblo fue expedido por don Francisco Valenzuela Venegas en 1712.
En el municipio se pueden encontrar las montañas: Cerro Cuatro Palos, Cerro Chupa Rosa y El Cerro Palo de Águila. Entre los principales ríos se encuentran: el río del Tigre, el río Salinas, la Unión de dos Ríos. Su clima es frío seco, templado, en estos últimos años el nivel de la temperatura ha aumentado , por lo cual no se sabe con exactitud el nivel del clima. La flora de este municipio incluye árboles como ocotes, encinos y madroños, y plantas como la mostaza, los Quintoniles, la hierba mora, la hierba santa, la hierba buena, gordo lobo mazorcas de maíz, aguacate, etc.
En la fauna podemos encontrar mamíferos tales como conejos, ardillas y jabalíes, diversas especies de aves y reptiles, así como algunas especies en peligro de extinción como el venado de cola blanca, el temazate y el tepescuincle.
En esta localidad la mayor parte de la población habla una lengua indígena llamada mixe (6,441). Existe un alto grado de marginalización y un 43.74% de la población se encuentra en pobreza extrema.

## Fiestas
Cuenta con un templo católico que data del año de 1600 y un panteón construido en el año de 1822. El templo católico sufrió durante la primera década de este milenio dos modificaciones, porque la obra original tenía un techo de dos caídas y actualmente cuenta con dos torres, la primera que se construyó en el año 2009 se encuentra el campanario y en la segunda se ubicó el reloj que se modificó en el añao 2010.
Las principales fiestas que se celebran en este Municipio son en honor al Espíritu Santo y a Santa Rosa de Lima. La fiesta grande se hace en honor del Espíritu Santo, patrono de la comunidad; no tiene una fecha definida, pudiendo celebrarse en ocasiones a mediados del mes de mayo o durante la primera semana del mes de junio. La fiesta en honor a Santa Rosa se realiza durante los últimos 3 días del mes de agosto e inicios de septiembre, no tenía la asistencia masiva de los habitantes como la fiesta grande, pero a partir del año 2005 en cuanto se impulsó el Campeonato Regional Mixe, cuya característica principal es el desarrollo de actividades de basquetbol en las dos ramas de las categorías, infantil, pasarela, cadetes, juvenil, libre, veteranos y master, ha cobrado notoriedad y se ha visto la afluencia de personas de gran parte de los 19 municipios que componen la Región Mixe.

## Gastronomía
Algunos alimentos tradicionales son: el machucado de papa, el caldo de mixe y los tamales de amarillo. El machucado de papa, es un alimento tradicional que se consume cuando llega a este mundo un recién nacido, ante la buena nueva, toda la familia se reúne en el hogar de los padres para degustar el "machucado" siendo los más comunes de "hoja de aguatillo" y el de "salsa roja", combinado con unas piezas de tasajo cortadas en tiras. También el día 1 de agosto de cada año se tiene la costumbre de comerlo porque este se considera el mes de la escasez y se realizan ofrenda a la madre naturaleza para que alcancen las reservas de maíz y frijol hasta la nueva cosecha. También se prepara durante las festividades principales el caldo de pollo y los tamales de amarillo.

### Bebidas
El tepache es la bebida tradicional que se consume durante las festividades principales, así como las que se organizan para celebrar acontecimientos familiares como: bodas, bautizos, cumpleaños, fiestas tradicionales como el día de muertos y otros que celebren en compañía de sus familiares. El pulque de donde se prepara el tepache se extrae del maguey, el cual se expende todos los días en la entrada del mercado municipal.